# Gubener Berge
Die Gubener Berge (polnisch Wzniesienia Gubińskie) bilden eine Mesoregion im westlichen Polen und östlichen Deutschland.

## Geographie
Die Gubener Berge bilden eine wald- und wasserreiche Umgebung, die von eiszeitliche Staumoränenzüge geprägt ist. Die Gubener Berge bilden eine Hochfläche, die im Süden von den alluvialen Niederungen des Neißetals, im Norden von der Mündung der Neiße in das Warschau-Berliner Urstromtal begrenzt sind, und sich im Osten bis zum Bober erstreckt.
Um Guben, westlich der Neiße, herum liegen der Reichenbacher Berg, die Obersprucke und die Kaltenborner Bergen. Nördlich liegt die Lieberoser Hochebene, ein eiszeitlicher Sander. Östlich der Neiße zählen die Neißeberge dicht an der Neiße, die Lubstberge, und weiter nördlich die Honigberge, die Einbeckenhöhe und die Räuberhügel zu den Gubener Bergen.

## Geschichte
Vom 13. Jahrhundert bis ins 19. Jahrhundert wurde Traubenwein gekeltert. Urkundlich überliefert ist, dass die brandenburgischen Kurfürsten, mecklenburgischen Herzöge, und die Ratsherren von Lübeck und Rostock im 14. Jahrhundert "vinum Gubinense" genossen.
Das Zentrum des Weinbaus lag in der Crossener Vorstadt Gubens, die heute Teil von Gubin ist. Eine Reihe von Straßennamen wie Winzerstraße, Henzenzgasse oder Renschgasse erinnerten an den Weinbau und an große Winzerfamilien. Im 19. Jahrhundert wurden die Gubener Berge für ihre Obstgärten und ihrem Apfelwein bekannt. Zur Obstbaumblüte verkehrte ab 1909 ein Sonderzug von Berlin nach Guben.
Nach der neuen Grenzziehung nach dem Zweiten Weltkrieg waren die Gubener Berge bis 1990 militärisch genutztes Gebiet. Ein Förderverein arbeitet heute an der Wiederherstellung der Kulturlandschaft. Relikte eines Eichenwaldes sind nordöstlich der Ortschaft Dzikowo (Heidekrug) im Naturschutzgebiet „Dębowiec“ geschützt.

## Sehenswürdigkeiten
Markante Punkte sind Kaminskys Berg (Wzgórze Kamińskiego, 69 Meter), Engelmanns Berg (98,6 Meter), Schönhöhe (Rod Wzgórze, 106 Meter), und der Aussichtspunkt auf der Ullrichshöhe (117 Meter). Auf dem Bärschen Berg (104 Meter) stehen die Überreste eines Bismarckturms, der aus sächsischem Granit und märkischem Backstein bis 1908 nach Plänen von Fritz Beyer erbaut wurde.